# Pío Tristán
Juan Pío Camilo de Tristán y Moscoso (född i Arequipa den 11 juli 1773, död 1860 i Lima) was a peruansk general och politiker som var den andre presidenten i Sydperu från 12 oktober 1838 till 23 februari 1839. Han var formellt sett utnämnd till den siste vicekungen i Peru, i tjänst från 9 december  till 30 december 1824, men utövade inte makten.

## Politisk karriär
Nederlaget för vicekungen José de la Serna i december 1824 i slaget vid Ayacucho gjorde definitivt slut på den spanska makten i Peru. Tristán var den högste spanska militärofficeren i lydstaten, och som sådan övertog han ämbetet som provisorisk vicekonung, enbart i syfte att överföra makten till nationalisterna.
Efter detta valde han att stanna i Peru, och var aktiv i peruansk politik. Han utövade funktionerna som prefekt och befälhavare i Arequipa. Då var han peruansk krigs- och marinminister. Han var finansminister i Peru 1836. Han deltog i skapandet av Peru-bolivianska konfederationen och fungerade som dess utrikesminister. Från 12 oktober 1838 till 23 februari 1839 var han president i Sydperu i konfederationen. Han dog i Lima 1859.